# Herrschaft Elbogen

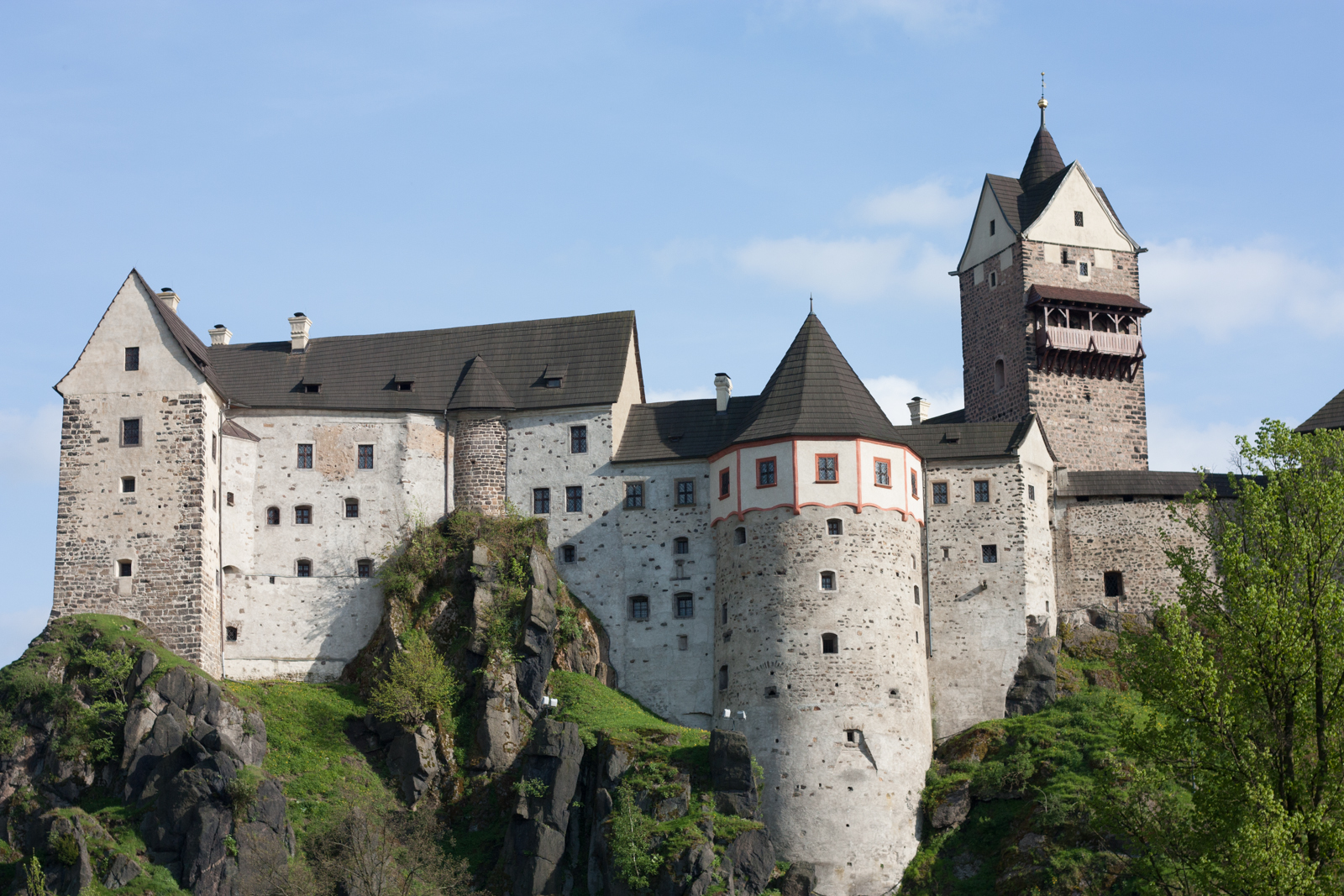
Burg Elbogen

Die Herrschaft Elbogen (tschechisch Loket) war eine Herrschaft im Elbogener Kreis in Böhmen. 

## Lage
Die Stadt Elbogen grenzte mit ihren Gütern Grünlas, Schmalnhof, Münchshof, Neusattl, Unter-Chodau und Littmitz, die ein eigenes Dominium bildeten, im Norden an die Herrschaft Neudek, im Osten an die Herrschaft Karlsbad und das Gut Aich, im Süden und Südosten an die Herrschaft Petschau, im Westen an die Herrschaft Falkenau. Das innerhalb der Herrschaft liegende fremde Gut Ober-Chodau bildete eine Enklave.

## Geschichte
Die Herrschaft Elbogen entstand aus den Gütern, Dörfern und Höfen, die die Stadtgemeinde seit dem 16. Jahrhundert nach und nach käuflich an sich gebracht hatte. Alle Güter waren früher sogenannte Elbogener Steinlehen. Die Verleihung erfolgte durch den Burggrafen von Elbogen. Kaiser Ferdinand III. hob dieses Lehensverhältnis auf und ließ die freien Güter in die königliche Landtafel eintragen.
Die älteste Besitzung war die Hintere und Vordere Haid, eine Weide nebst Ackerland zwischen Vogeleis und Neusattl, welche bereits 1397 von Wenzel Räch in Grünlas erworben wurde. Kaiser Ferdinand I. verpfändete Graf Hieronymus Schlick am 29. Juni 1562 die Herrschaft Elbogen nebst Königsberg, Schönberg und Hartenberg, die sämtlichen Besitzungen der Stadtgemeinde auf eine Zeit von dreißig Jahren gegen eine Pfandsumme von 30.000 Talern. Nach dem Ablauf dieser Zeit verlieh am 7. Mai 1598 Kaiser Rudolf II. der Stadt auch das Schloss Elbogen und die Dörfer Dotterwies, Schwarzebach, Griesbach, Granesau, Doglasgrün, Wintersgrün und Haßlmühle, den Maierhof Schmalnhof und die Dörfer Nallesgrün, Höfen, Zech, Ziegelhütten, Horn, Taschwitz, Janessen, Putschirn und Poschetzau, nebst verschiedenen Waldungen. 
1599 erwarb die Stadt durch Tausch von Jobst Tyßl von Daltitz das Dorf und Gut Neusattl und am 12. April 1678 von Julius Albrecht Graf von Kolowrat das Gut Münchshof nebst Imligau. Von Anton Graf von Nostitz kauft die Stadtgemeinde am 19. Dezember 1692 das Gut Grünlas. Von den Grafen Nostitz kam am 22. Mai 1719 auch das Gut und Dorf Littmitz, zu welchen die Dörfer Albernhof, Wintersgrün, Granesau, Doglasgrün (zur Hälfte), Roßmeisl, Kührberg, Sponsl, Griesbach, Dotterwies, Schwarzebach, Köstldorf und Kofl gehörten, an die Stadt. Zu den letzten Erwerbungen gehörte das Gut Unter-Chodau, welches zuvor 1744 von Anna Barbara Neßlinger von Schelchengraben, geb. von Plankenheim erworben wurde. Es gehörte neben Grünlas und Granesau schon früher der Stadt, wurde aber nach der Schlacht am Weißen Berg 1623 konfisziert.
Nach den Revolutionsjahren 1848/49 wurden die Patrimonialherrschaften im Kaisertum Österreich aufgehoben. Aus der ehemaligen Stadtherrschaft Elbogen mit 27 Dörfern entstand so der Gerichtsbezirk Elbogen.

## Zugehörige Orte
- Doglasgrün (Vřesová)
- Dotterwies (Tatrovice)
- Dreihäuser (Třídomí)
- Granesau (Chranišov)
- Griesbach (Křemenitá)
- Grünlas (Loučky)
- Höfen (Dvory)
- Horn (Hory)
- Hunschgrün (Podhoří)
- Imligau (Jimlíkov)
- Janessen (Jenišov)
- Kösteldorf (Rájec)
- Kofl (Kobelec)
- Kührberg (Mezihorská)
- Littmitz (Lipnice)
- Münchshof (Mírová)
- Nallesgrün (Nadlesí)
- Neuhäuser (Nové Chalupy)
- Neusattl (Nové Sedlo)
- Pechgrün (Smolnice)
- Poschetzau (Božičany)
- Putschirn (Počerny)
- Roßmeisl (Rozmyšl)
- Schwarzenbach (Černava)
- Sponsl (Spomyšl)
- Taschwitz (Tašovice)
- Unter-Chodau (Dolní Chodov)
- Wintersgrün (Vintířov)
- Wöhr (Ostrov), anteilig
- Zech (Údolí)
- Ziegelhütten (Cihelny)

## Burggrafen
- Albrecht von Kolowrat (1405)
- Johann Smolik von Slawitz
- Botho von Eulenburg (1426)
- Mathäus Schlick (1450)